# Francesco Janich
Francesco Janich (Udine, 1937. március 27. – 2019. december 2.) olasz válogatott labdarúgóhátvéd.
Az olasz válogatott tagjaként részt vett az 1962-es és az 1966-os labdarúgó-világbajnokságon.

## Sikerei, díjai
Bologna
- Olasz bajnokság (Serie A)
  - bajnok: 1963–64
- Olasz kupa (Coppa Italia)
  - győztes: 1970